# Sân vận động Quốc tế Mata Elang
Sân vận động Quốc tế Mata Elang hoặc MEIS là một sân vận động âm nhạc quốc tế tại Alcohol Dreamland, Jakarta, Indonesia. Sân vận động mở cửa vào đầu năm 2012. Nó nằm bên trong "Alcohol Beach City", một trung tâm giải trí cũng là nơi bảo tảng sáp Madame Tussauds sẽ được đặt. MEIS được xây dựng như một sân vận động trong nhà lớn nhất Đông Nam Á.

## Sự kiện nổi bật
| Ngày                 | Nghệ sĩ | Sự kiện                                                     |
| -------------------- | --- | ----------------------------------------------------------- |
| 3 tháng 3 năm 2012   | Roxette | Charm School – The World Tour                               |
| 10 tháng 4 năm 2012  | SUM 41 | Screaming Bloody Murder Tour                                |
| 21 tháng 4 năm 2012  | Dream Theater | A Dramatic Turn of Events Tour                              |
| 27 tháng 4 năm 2012  | Super Junior | Super Show 4                                                |
| 28 tháng 4 năm 2012  | Super Junior | Super Show 4                                                |
| 29 tháng 4 năm 2012  | Super Junior | Super Show 4                                                |
| 1 tháng 6 năm 2012   | Backstreet Boys | New Kids on the Block Tour                                  |
| 30 tháng 6 năm 2012  | MBLAQ | The BLAQ% Tour                                              |
| 4 tháng 8 năm 2012   | Jeremy Camp | We Cry Out Tour                                             |
| 5 tháng 8 năm 2012   | Jeremy Camp | We Cry Out Tour                                             |
| 12 tháng 10 năm 2012 | Big Bang | Big Bang Alive Galaxy Tour 2012                             |
| 13 tháng 10 năm 2012 | Big Bang | Big Bang Alive Galaxy Tour 2012                             |
| 2 tháng 11 năm 2012  | NOAH | NOAH Born To Make History - The Greatest Session of History |
| 3 tháng 11 năm 2012  | Jaejoong | Kim Jae Joong 1st Fanmeeting in Jakarta                     |
| 9 tháng 11 năm 2012  | David Foster | David Foster & Friends - Hitman Return Tour 2012            |
| 30 tháng 11 năm 2012 | Jennifer Lopez | Dance Again World Tour                                      |
| 8 tháng 12 năm 2012  | 2PM | Global Tour 2012 - 'What time is it?'                       |
| 15 tháng 12 năm 2012 | Sting | Back to Bass Tour                                           |
| 16 tháng 12 năm 2012 | Guns N' Roses | Appetite for Democracy                                      |
| 11 tháng 1 năm 2013  | NOAH, Nidji, Wali, Gigi, Agnes Monica, Sherina, Afgan, Vidi Aldiano, Judika, Cakra Khan, Trio Lestari, S4, Erwin Gutawa Orchestra, Andi Rianto | Konser Raya 18 Tahun Indosiar Warnai Indonesia              |
| 1 tháng 6 năm 2013   | Super Junior | Super Show 5                                                |
| 2 tháng 6 năm 2013   | Super Junior | Super Show 5                                                |
| 15 tháng 6 năm 2013  | G-Dragon | G-Dragon 2013 1st World Tour                                |
| 16 tháng 6 năm 2013  | G-Dragon | G-Dragon 2013 1st World Tour                                |
| 17 tháng 8 năm 2013  | Mikha Tambayong | Proklamasi Kemerdekaan Republik Indonesi                    |
| 31 tháng 8 năm 2013  | Infinite | 2013 Infinite 1st World Tour One Great Step                 |
| 14 tháng 9 năm 2013  | Girls' Generation | Girls' Generation World Tour Girls & Peace'                 |
| 12 tháng 10 năm 2013 | Jay Chou | 2013 Opus Jay Concert                                       |
| 8 tháng 3 năm 2014   | Alter Bridge | 2014 Alter Bridge Australian Tour                           |
| 24 tháng 3 năm 2014  | Bruno Mars | The Moonshine Jungle Tour                                   |
| 4 tháng 6 năm 2014   | Taylor Swift | The Red Tour                                                |
| 8 tháng 6 năm 2014   | 2NE1 | AON: All Or Nothing World Tour                              |
| 22 tháng 6 năm 2014  | SHINee | SHINee World III                                            |